# Tweener (tennis)
Pour les articles homonymes, voir Tweener (catch).

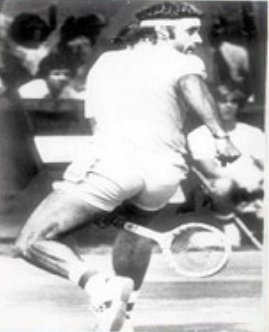
Guillermo Vilas effectuant le Grand Willy contre le Français Wanaro N'Godrella en 1978 dans un match d'exhibition à Buenos Aires.

Un tweener ou coup entre les jambes est un coup de tennis difficile où un joueur frappe la balle entre ses jambes. 
Il est généralement effectué à l'opposé de l'adversaire, dos au filet, lorsque le joueur tente de récupérer un lob et n'a pas eu le temps de revenir autour de la balle, la frappant vers l'arrière entre les jambes. Il est aussi parfois utilisé face au filet, pour amuser les spectateurs ou provoquer l'adversaire.
Parmi les joueurs qui ont exécuté ce coup de manière célèbre, on peut citer Guillermo Vilas (sa version s'appelait « Grand Willy »), Yannick Noah (notamment contre Aaron Krickstein lors de l'US Open 1983), Ilie Năstase, Víctor Pecci, Gabriela Sabatini, Bob Bryan, Francesca Schiavone, Kei Nishikori, Rafael Nadal, Novak Djokovic ou Roger Federer,, (notamment lors de sa demi-finale de l'US Open 2009 contre Novak Djokovic). Dominic Thiem en place deux gagnants dans le même jeu lors du tournoi de Genève en 2022.